# Extrakunia deceptiva
Extrakunia deceptiva là một loài bướm đêm trong họ Noctuidae.